# میرزا هاشم آملی
هاشم اردشیر لاریجانی معروف به میرزا هاشم آملی (۷ اسفند ۱۲۷۷ – ۷ اسفند ۱۳۷۱) روحانی شیعه اهل ایران و استاد فقه و اصول در حوزه علمیه قم و نجف بود. او پدر برادران لاریجانی است.

## کودکی
میرزا هاشم آملی لاریجانی، در سال ۱۲۷۸ هجری شمسی در روستای پردمه لاریجان، در هفتاد کیلومتری شهر آمل به دنیا آمد. وی در دوران کودکی، به فراگیری ادبیات عرب و جامع المقدمات نزد سید تاج و احمد آملی پرداخت و تا مرحله سطوح حوزه را در آمل فراگرفت.

## تحصیلات

### در تهران
در سیزده سالگی، برای ادامه تحصیل به حوزه علمیه سپهسالار در تهران که زیر نظر سید حسن مدرس اداره می‌شد رفت و تا ۲۵ سالگی در آنجا به فراگیری علوم دینی پرداخت. محمدرضا فقیه لاریجانی، سید محمد تنکابنی، یدالله پاک‌نظر کجوری، محمدعلی لواسانی، آقا میرزا طاهر تنکابنی، ابوالحسن شعرانی و محمدعلی شاه‌آبادی از استادان وی در این مدت بودند.

### در قم
او در سال ۱۳۰۵ به قم رفت و در آنجا در درس عبدالکریم حائری یزدی، سید محمد حجت کوه‌کمری، محمدعلی شاه‌آبادی و محمدعلی حائری قمی حاضر شد و در مدت شش سال از آنان بهره برد. وی در این مدت دروس فقه، اصول فقه، رجال، حدیث، فلسفه اسلامی و عرفان اسلامی را فرا گرفت.
وی پس از دریافت اجازه اجتهاد از عبدالکریم حائری یزدی و محمد حجت کوه‌کمری، به حوزهٔ نجف مهاجرت کرد.

### در نجف
میرزا هاشم آملی در سال ۱۳۵۱ در مدرسه علمیه آخوند ساکن و در درس فقه و اصول سید ابوالحسن اصفهانی، آقا ضیاءالدین عراقی و محمدحسین نائینی حاضر شد.

## تالیفات
- کتاب الطهارة
- کتاب الصلاة
- مناسک حج
- توضیح المسائل
- بدایع الافکار
- تقریرات درس اصول محقق عراقی[۶]
- حاشیه بر التحصیل بهمنیار
- کتاب الرهن و الاجارة
- کتاب البیع
- خیارات
- رسالة فی النیة
- تقریرات درس صلاة عبدالکریم حائری یزدی
- تقریرات درس فقه آقا ضیاءالدین عراقی (صلاة، اجاره، غصب، بیع و قضا)
- حاشیه بر العروةالوثقی
- تقریرات درس اصول سید ابوالحسن اصفهانی
- حاشیه بر شرح جغمینی در هیئت
- حاشیه بر التحصیل بهمنیار در حکمت و منطق

## فعالیت‌های سیاسی و اجتماعی
وی در طول حیات خود، به خصوص بعد از انقلاب ۱۳۵۷ فعالیت سیاسی آشکاری نداشت. میرزا هاشم آملی پس از تصویب تصویب‌نامه انجمن‌های ایالتی ولایتی در مهر ۱۳۴۱ و اعتراض مراجع تقلید، یکی از چهره‌های سرشناس مبارز روحانیت بود. نام وی همواره ذیل اعلامیه‌های دسته‌جمعی مراجع تقلید دیده می‌شد.
وی از نخستین کسانی بود که دولت منتخب سید روح‌الله خمینی را تأیید کرد. علی‌اکبر ناطق نوری در این زمینه می‌گوید:
ایشان در دوران انقلاب از جمله فقها و آیاتی بودند که همواره از امام عالیقدر به عنوان رهبری انقلاب و مقام امامت یاد می‌کردند و همراه و همگام با امام در دوران مبارزه و انقلاب بودند و اعلامیه‌های باقی‌مانده از آن عالم بزرگوار شاهد بر این مدعاست.
پس از مرگ و تشییع سید روح‌الله خمینی و انتخاب سید علی خامنه‌ای به مقام رهبری، وی طی نامه‌ای بیعت خود را با او اعلام و تأکید کرد:
انتخاب شایسته حضرتعالی که فردی دانشمند و اسلام‌شناس و صاحب درایت هستید از جانب مجلس خبرگان، مایه امیدواری و تسکین است.
وی در ایجاد ساختمان‌های عام‌المنفعه نیز به فعالیت پرداخت، که نمونه آن حوزه علمیه حضرت ولی‌عصر در قم است، که این مدرسه با مساحتی نزدیک به هفتصد متر و داشتن بیش از چهل حجره و چند مدرسه و کتابخانه است. همچنین وی در بنای ده‌ها مسجد و مدرسه در گوشه و کنار استان مازندران با کمک‌های مالی خود شرکت کرد.

## فرزندان
- بزرگ‌ترین فرزند وی، فاضله لاریجانی (همسر سید مصطفی محقق داماد)، و پس از او پنج فرزند پسر است که به ترتیب زیر متولد شدند:
- محمدجواد لاریجانی (زاده ۱۳۳۰ در نجف)، استاد دانشگاه، عضو شورای عالی امنیت ملی کشور، عضو سابق کمیسیون سیاست خارجی مجلس شورای اسلامی و رئیس سابق مرکز پژوهش‌های مجلس و رئیس کنونی مرکز تحقیقات فیزیک نظری و ریاضیات.
- فاضل لاریجانی (زاده ۱۳۳۲ در نجف)، عضو کمیسیون مشورتی شورای عالی انقلاب فرهنگی.
- علی لاریجانی (زاده ۱۳۳۶ در نجف)، سیاستمدار و رئیس سابق مجلس شورای اسلامی، داماد مرتضی مطهری.
- صادق لاریجانی (زادهٔ ۱۳۳۹ در نجف)، استاد حوزه علمیه قم و رئیس مجمع تشخیص مصلحت نظام، داماد حسین وحید خراسانی.
- باقر لاریجانی (زاده ۱۳۴۰ در قم)، پزشک و فوق‌تخصص غدد، استادیار دانشگاه تهران و رئیس دانشگاه علوم پزشکی تهران، داماد حسن حسن‌زاده آملی.

## درگذشت
میرزا هاشم آملی در سن ۹۳ سالگی پس از پشت سر گذاشتن چند سکته ناقص و یک دوره بیماری، در عصر روز جمعه ۷ اسفند ۱۳۷۱ درگذشت و در عصر شنبه ۸ اسفند ۱۳۷۱، پس از اقامه نماز توسط حسین وحید خراسانی، در حرم فاطمه معصومه دفن شد.
شفیعی مازندرانی دربارهٔ مرگ او این شعر را سروده است:
| بشنیدم از شمعی که با پروانه می‌گفت |
| خورشید را نشناخت کس در روزگاران   |
| آن آیت عظمای حق، آن مرجع خلق      |
| صدرالافاضل، آملی، خورشید تابان    |
| فقه و اصول و حکمت و عرفان و تفسیر |
| در سوگ آن فرزانه، سراندر گریبان   |